# Municipio de Tianguistengo
El municipio de Tianguistengo es uno de los ochenta y cuatro municipios que conforman el estado de Hidalgo en México. La cabecera municipal y localidad más poblada es Tianguistengo.
El municipio se localiza al norte del territorio hidalguense entre los paralelos 20°40′ y 20°54′ de latitud norte; los meridianos 98°25′ y 98°41′ de longitud oeste; con una altitud entre 300 y 2100 m s. n. m. Este municipio cuenta con una superficie de 265.71 km², y representa el 1.28 % de la superficie del estado; dentro de la región geográfica denominada como Sierra Alta.
Colinda al norte con los municipios de Xochicoatlán y Calnali; al este con el municipio el Yahualica y el estado de Veracruz de Ignacio de la Llave; al sur con el estado de Veracruz de Ignacio de la Llave y con el municipio de Zacualtipán de Ángeles; al oeste con los municipios de Zacualtipan de Ángeles y Xochicoatlán.

## Toponimia
La palabra Tianguistengo proviene del náhuatl Tianguiztle ‘mercado’, tentli ‘orilla’ y co ‘lugar’; por lo que su significado es «A orillas del mercado».

## Geografía

### Relieve e hidrográfica
En cuanto a fisiografía se encuentra dentro de las provincias de la Sierra Madre Oriental; dentro de la subprovincia Carso Huasteco. Su territorio es sierra (78.0%) y meseta (22.0%).
En cuanto a su geología corresponde al periodo cretácico (46.0%), jurásico (21.0%), pérmico (15.0%), triásico (9.0%), neógeno (7.54%) y paleógeno (1.0%). Con rocas tipo ígnea extrusiva: basalto (6.54%) y toba ácida (1.0%); sedimentaria: lutita-arenisca (29.0%), caliza (28.0%), caliza-lutita (25.0%), areniscaconglomerado (9.0%) y arenisca (1.0%). En cuanto a cuanto a edafología el suelo dominante es regosol (50.0%), umbrisol (17.0%), cambisol (13.0%), leptosol (10.0%) y luvisol (9.54%).
En lo que respecta a la hidrología se encuentra posicionado en la región hidrológica del Pánuco (3.0%); en las cuencas del río Moctezuma; dentro de las subcuenca del río Calabozo (59.0%) y río Los Hules (41.0%).

### Clima
El municipio en toda su extensión presenta una diversidad de climas; Templado húmedo con lluvias todo el año (48.0%), semicálido húmedo con lluvias todo el año (44.0%) y templado húmedo con abundantes lluvias en verano (8.0%). La temperatura media anual es de 12 °C a 18 °C, con una precipitación pluvial media de 1650 mm. originando nublados gran parte del año, en invierno se registran heladas y nevadas siendo su periodo de lluvias de junio a octubre.

### Ecología
En flora existen árboles de cedro rojo y blanco, bálsamo, palo escrito, álamos, xuchiate, encino, cuatlapal, etc. En cuanto a fauna caballos, burros, gallinas, guajolotes, patos, puercos. Fauna silvestre: zopilote, águila pescadora, gavilán, paloma, chachalaca, cocolera, morada, arrollera, perdiz, codorniz, chinoyote, águila vaquera, papan-real, papan-negro, jilguero, calandria, cenzontle, gorrión, loro, tecolote, lechuza, querreque, etc.

## Demografía

### Población
De acuerdo a los resultados que presentó el Censo Población y Vivienda 2020 del INEGI, el municipio cuenta con un total de 14 340 habitantes, siendo 7018 hombres y 7322 mujeres. Tiene una densidad de 54.0 hab/km², la mitad de la población tiene 29 años o menos, existen 95 hombres por cada 100 mujeres.
El porcentaje de población que habla lengua indígena es de 33.43 %, en el municipio se hablan principalmente Náhuatl de la Huasteca hidalguense. El porcentaje de población que se considera afromexicana o afrodescendiente es de 0.22 %.
Tiene una Tasa de alfabetización de 97.5 % en la población de 15 a 24 años, de 73.0 % en la población de 25 años y más. El porcentaje de población según nivel de escolaridad, es de 17.6 % sin escolaridad, el 60.1 % con educación básica, el 13.9 % con educación media superior, el 8.0 % con educación superior, y 0.4 % no especificado.
El porcentaje de población afiliada a servicios de salud es de 82.5 %. El 10.6 % se encuentra afiliada al IMSS, el 80.2 % al INSABI, el 8.2 % al ISSSTE, 1.2 % IMSS Bienestar, 0.2 % a las dependencias de salud de PEMEX, Defensa o Marina, 0.0 % a una institución privada, y el 0.1 % a otra institución. El porcentaje de población con alguna discapacidad es de 6.2 %. El porcentaje de población según situación conyugal, el 34.3 % se encuentra casada, el 29.0 % soltera, el 26.8 % en unión libre, el 3.0 % separada, el 0.3 % divorciada, el 6.5 % viuda.
Para 2020, el total de viviendas particulares habitadas es de 4026 viviendas, representa el 0.5 % del total estatal. Con un promedio de ocupantes por vivienda 3.6 personas. Predominan las viviendas con tabique y block. En el municipio para el año 2020, el servicio de energía eléctrica abarca una cobertura del 97.6 %; el servicio de agua entubada un 36.7 %; el servicio de drenaje cubre un 88.1 %; y el servicio sanitario un 98.1 %.

### Localidades
Para el año 2020, de acuerdo al Catálogo de Localidades, el municipio cuenta con 63 localidades.
| Código INEGI | Localidad                                 | Población (2020) | Porcentaje (%) | Ámbito Población | Categoría Población |
| ------------ | ----------------------------------------- | ---------------- | -------------- | ---------------- | ------------------- |
| 130680001    | Tianguistengo                             | 1731             | 12.07          | Urbana           | Cabecera municipal  |
| 130680033    | Polintotla                                | 1038             | 7.24           | Rural            | Comunidad           |
| 130680035    | Santa Mónica                              | 964              | 6.72           | Rural            | Comunidad           |
| 130680050    | Xochimilco                                | 869              | 6.06           | Rural            | Comunidad           |
| 130680036    | Soyatla                                   | 694              | 4.84           | Rural            | Comunidad           |
| 130680019    | Ixcotitlán                                | 617              | 4.30           | Rural            | Comunidad           |
| 130680053    | Zacatipán                                 | 571              | 3.98           | Rural            | Comunidad           |
| 130680034    | San Miguel                                | 536              | 3.74           | Rural            | Comunidad           |
| 130680048    | Xalacahuantla                             | 524              | 3.65           | Rural            | Comunidad           |
| 130680047    | Tonchintlán                               | 481              | 3.35           | Rural            | Ranchería           |
| 130680016    | Cholula                                   | 470              | 3.28           | Rural            | Ranchería           |
| 130680031    | Pemuxco                                   | 413              | 2.88           | Rural            | Ranchería           |
| 130680002    | Atecoxco                                  | 404              | 2.82           | Rural            | Ranchería           |
| 130680051    | Yatipán                                   | 384              | 2.68           | Rural            | Ranchería           |
| 130680014    | Chapula                                   | 379              | 2.64           | Rural            | Ranchería           |
| 130680005    | Coamelco                                  | 324              | 2.26           | Rural            | Ranchería           |
| 130680030    | Pahuatitla                                | 296              | 2.06           | Rural            | Ranchería           |
| 130680037    | Techimal                                  | 287              | 2.00           | Rural            | Ranchería           |
| 130680044    | Tlacolula                                 | 273              | 1.90           | Rural            | Ranchería           |
| 130680043    | Tlacohechac                               | 231              | 1.61           | Rural            | Ranchería           |
| 130680008    | Conchintlán                               | 194              | 1.35           | Rural            | Ranchería           |
| 130680024    | La Morita                                 | 186              | 1.30           | Rural            | Ranchería           |
| 130680038    | Tenexco                                   | 182              | 1.27           | Rural            | Ranchería           |
| 130680020    | Joquela                                   | 169              | 1.18           | Rural            | Ranchería           |
| 130680004    | Las Cantinas (San José de las Cruces)     | 134              | 0.93           | Rural            | Ranchería           |
| 130680055    | Habitacional Ruperto Alarcón (El Retoñal) | 129              | 0.90           | Rural            | Ranchería           |
| 130680021    | Los Linderos                              | 126              | 0.88           | Rural            | Ranchería           |
| 130680045    | Tlahuiltepa                               | 123              | 0.86           | Rural            | Ranchería           |
| 130680049    | Xococoatla                                | 123              | 0.86           | Rural            | Ranchería           |
| 130680023    | Mazahuacán                                | 120              | 0.84           | Rural            | Ranchería           |
| 130680017    | La Esperanza                              | 116              | 0.81           | Rural            | Ranchería           |
| 130680026    | Ojo de Agua                               | 108              | 0.75           | Rural            | Ranchería           |
| 130680095    | La Loma                                   | 98               | 0.68           | Rural            | Ranchería           |
| 130680006    | Coatempa                                  | 92               | 0.64           | Rural            | Ranchería           |
| 130680081    | Bella Vista                               | 90               | 0.63           | Rural            | Ranchería           |
| 130680041    | Texacal                                   | 90               | 0.63           | Rural            | Ranchería           |
| 130680052    | Zacatempa                                 | 90               | 0.63           | Rural            | Ranchería           |
| 130680025    | El Ocotal                                 | 89               | 0.62           | Rural            | Ranchería           |
| 130680057    | Tepaneca                                  | 71               | 0.50           | Rural            | Ranchería           |
| 130680059    | Acatenco                                  | 58               | 0.40           | Rural            | Ranchería           |
| 130680027    | Otlamalacatla                             | 57               | 0.40           | Rural            | Ranchería           |
| 130680013    | Chapaltepec                               | 56               | 0.39           | Rural            | Ranchería           |
| 130680022    | Matlatenco                                | 49               | 0.34           | Rural            | Ranchería           |
| 130680012    | Chahuaco                                  | 41               | 0.29           | Rural            | Ranchería           |
| 130680028    | Oxpantla                                  | 38               | 0.26           | Rural            | Ranchería           |
| 130680018    | El Hormiguero                             | 33               | 0.23           | Rural            | Ranchería           |
| 130680010    | Coaxímal                                  | 25               | 0.17           | Rural            | Ranchería           |
| 130680029    | La Pahua                                  | 20               | 0.14           | Rural            | Ranchería           |
| 130680094    | Rancho Nuevo                              | 18               | 0.13           | Rural            | Ranchería           |
| 130680011    | La Cumbre                                 | 16               | 0.11           | Rural            | Ranchería           |
| 130680073    | El Astillero                              | 13               | 0.09           | Rural            | Ranchería           |
| 130680032    | Piedra Ancha                              | 13               | 0.09           | Rural            | Ranchería           |
| 130680056    | Cuatro Caminos (Cuatro Hermanos)          | 12               | 0.08           | Rural            | Ranchería           |
| 130680040    | Tepehuixco                                | 12               | 0.08           | Rural            | Ranchería           |
| 130680082    | Chalacuaco                                | 11               | 0.08           | Rural            | Ranchería           |
| 130680089    | Tilasco                                   | 10               | 0.07           | Rural            | Ranchería           |
| 130680087    | La Loma (La Joya Grande)                  | 9                | 0.06           | Rural            | Ranchería           |
| 130680074    | Media Cuesta                              | 9                | 0.06           | Rural            | Ranchería           |
| 130680007    | Comala                                    | 7                | 0.05           | Rural            | Ranchería           |
| 130680003    | Atla                                      | 5                | 0.03           | Rural            | Ranchería           |
| 130680092    | Barrio Tlane (Xicotenco)                  | 5                | 0.03           | Rural            | Ranchería           |
| 130680096    | La Tejeria                                | 4                | 0.03           | Rural            | Ranchería           |
| 130680046    | Tlapixhueca                               | 3                | 0.02           | Rural            | Ranchería           |

## Política
Se erigió como municipio el 15 de febrero de 1826. El Ayuntamiento está compuesto por: un presidente municipal, un síndico, regidores, y 57 delegados municipales. De acuerdo al Instituto Nacional electoral (INE) el municipio está integrado por dieciséis secciones electorales, de la 1333 a la 1348. Para la elección de diputados federales a la Cámara de Diputados de México y diputados locales al Congreso de Hidalgo, se encuentra integrado al distrito electoral federal 1 de Hidalgo y al distrito electoral local 2 de Hidalgo. A nivel estatal administrativo pertenece a la Macrorregión IV y a la Microrregión XX, además de a la Región Operativa VI Zacualtipán.

### Cronología de presidentes municipales
| Periodo                  | Nombre                            | Afiliación política        |
| ------------------------ | --------------------------------- | -------------------------- |
| 1964-1967                | Austroberto Carpio L.             | -                          |
| 1967-1970                | Jesús Fuentes Carpio              | -                          |
| 1970-1973                | Miguel Rodríguez Cortina          | -                          |
| 1973-1976                | Javier Chargoy Hernández          | -                          |
| 1976-1979                | Joel Chávez Cerecedo              | -                          |
| 1979-1982                | Juan Campos Hdez.                 | -                          |
| 1982-1985                | Wenceslao Fuentes S.              | -                          |
| 1985-1988                | Jaime Chavela Guerra              | -                          |
| 1988-1991                | Nicolás Milo Chargoy              | -                          |
| 1991-1994                | Edgar Carpio Alarcón              | -                          |
| 16/01/1994 al 15/01/1997 | Conrado Carpio Zúñiga             | PRI                        |
| 16/01/1997 al 15/01/2000 | Jesús Cervantes Reyes             | PRI                        |
| 16/01/2000 al 15/01/2003 | Miguel Teodoro Rodríguez Escudero | PRI                        |
| 16/01/2003 al 15/01/2006 | Lucio Escudero Pando              | PRI                        |
| 16/01/2006 al 15/01/2009 | Moisés Carpio Alarcón             | PRI                        |
| 16/01/2009 al 15/01/2012 | Carlo Mario Ruíz Cerecedo         | PRI                        |
| 16/01/2012 al 04/09/2016 | Austreberto Carpio Alarcón        | Hidalgo nos Une            |
| 05/09/2016 al 04/09/2020 | Febronio Rodríguez Villegas       | PES                        |
| 05/09/2020 al 14/12/2020 | Alejandra Rodríguez Escudero      | Concejo municipal Interino |
| 15/12/2020 al 28/01/2022 | Crisóforo Rodríguez Villegas      | PNAH                       |
| 01/02/2022 al 04/09/2024 | María Luisa Jiménez Ramírez       | PNAH                       |
| 05/09/2024 al 04/09/2027 | Febronio Rodríguez Villegas       | PNAH                       |

## Economía
En 2015 el municipio presenta un IDH de 0.627 Medio, por lo que ocupa el lugar 73.º a nivel estatal; y en 2005 presentó un PIB de $386,356,003.00 pesos mexicanos, y un PIB per cápita de $28,666.00 (precios corrientes de 2005).
De acuerdo con el Consejo Nacional de Evaluación de la Política de Desarrollo Social (Coneval), el municipio registra un Índice de Marginación Alto. El 47.3% de la población se encuentra en pobreza moderada y 34.6% se encuentra en pobreza extrema. En 2015, el municipio ocupó el lugar 79 de 84 municipios en la escala estatal de rezago social.
A datos de 2015, en materia de agricultura la superficie cultivable de temporal es de 4,807 hectáreas del territorio municipal, siendo la agricultura en un 100% la característica de las áreas de temporal. Tipo de cultivos: maíz, frijol negro, fríjol de zurco, frijol cuajil, arvejón, haba, calabaza o chimiquel, chiltepin, chile serrano, cebolla y ajo. En ganadería la crianza ganadera se enfoca principalmente a los géneros bovino, porcino, ovino, avicultura y apicultura. En silvicultura se tiene en una superficie forestal del 57% del total de la superficie municipal, sin embargo la mayor parte de los bosques y selvas están en proceso de degradación, debido principalmente a la explotación irracional por parte de los lugareños, la superficie arbolada comercial es de 2500 ha.
Para 2015 se cuenta con 89 unidades económicas, que generaban empleos para 157 personas. En lo que respecta al comercio, se cuenta con cuatro tianguis, veinticuatro tiendas Diconsa y dos lecheras Liconsa; además de dos mercados públicos, un rastro y una central de abasto. En el municipio hay 24 tiendas Diconsa ubicandos dos en la cabecera municipal, una en Otlamalacatla, una en Pemuxes, una en Santa Mónica, una en Atecoxco, una en Coatempa, una en Oxpantla, una en Comala y una más en Yatipan. El tianguis realiza en la cabecera municipal los días jueves de cada semana.
De acuerdo con cifras al año 2015 presentadas en los censos económicos del INEGI, la Población Económicamente Activa (PEA) del municipio asciende a 3139 personas de las cuales 3098 se encuentran ocupadas y 41 se encuentran desocupadas. El 45.93%, pertenece al sector primario, el 22.82% pertenece al sector secundario, el 30.47% pertenece al sector terciario y 0.78% no especificaron.